# 파주 검단사 검단조사진영
파주 검단사 검단조사진영(坡州 黔丹寺 黔丹祖師眞影)은 대한민국 경기도 파주시 탄현면 검단사에 있는 초상화이다. 2014년 5월 9일 경기도의 문화재자료 제172호로 지정되었다.

## 참고 문헌
- 파주 검단사 검단조사진영 - 국가유산청 국가유산포털